# Vicente Queiroz
Vicente de Paula Queiroz, ou simplesmente Vicente Queiroz, (Mocajuba, 17 de maio de 1927 – local não informado, 12 de março de 2009) foi um advogado e político brasileiro, outrora deputado federal pelo Pará.

## Dados biográficos
Filho de Teófilo Otoni Pereira e Francisca Cassiana de Queiroz. Advogado, foi candidato a vice-prefeito de Belém via PSD na chapa de Waldemar Guimarães em 1965. Dias depois o Regime Militar de 1964 instaurou o bipartidarismo através do Ato Institucional Número Dois, e nisso Vicente Queiroz continuou na política via MDB, legenda na qual foi eleito deputado estadual em 1966 e figurou como suplente em 1970 antes de eleger-se novamente em 1974 e 1978. Com o retorno do pluripartidarismo no governo do presidente João Figueiredo, seguiu para o PMDB sendo eleito deputado federal em 1982. Durante o mandato foi escolhido presidente do diretório estadual do PMDB em 1983 permanecendo no cargo por cinco anos. A seguir votou a favor da emenda Dante de Oliveira em 1984 e em Tancredo Neves no Colégio Eleitoral em 1985.
Candidato a senador numa sublegenda do PMDB em 1986, terminou em quarto lugar e foi realocado como primeiro suplente de Almir Gabriel, conforme a legislação vigente. Durante o governo Hélio Gueiros, foi presidente da Empresa de Navegação da Amazônia S/A (ENASA), mas em outubro de 1988 renunciou tanto a esse cargo quanto à presidência estadual do PMDB para assumir uma cadeira de conselheiro no Tribunal de Contas dos Municípios do Pará.